# Sonam Dragpa (Phagmodrupa)
Sonam Dragpa (1359-1408) was de vijfde vorst uit de Phagmodru-dynastie van 1381 tot 1385, wat de heersende dynastie in Tibet was van 1354 tot 1435.

## Jeugd en monastieke opleiding
Sonam Dragpa was een zoon van Shakya Rinchen en een broer van zijn voorganger Dragpa Changchub die afstand deed van zijn regering om zich bezig te houden met het lamaschap.
Net als andere vorsten uit de Phagmodru-dynastie, trad hij op jonge leeftijd toe tot een klooster. Toen hij negen jaar oud was, werd hij benoemd tot abt van de Tsetang Gompa bij Tsetang. Hier volgde hij zijn broer Dragpa Rinchen op.

## Regering
In 1381 werd hij benoemd tot regent (desi). Ming-keizer Hongwu gaf hem de titel Guanding Guoshi.
Dat de Chinese ming-dynastie erg slecht op de hoogte was van de gang van zaken in Tibet, blijft uit de Chinese dynastische annalen waarin wordt gesteld dat hij de opvolger zou zijn geweest van Jamyang Shakya Gyaltsen. Niettemin werden de Chinese titels zodanig gewaardeerd, dat ze ook in de Tibetaanse kronieken staan vermeld.

## Aftreden
In 1385 werd Sonam Dragpa gedwongen af te treden onder onduidelijke omstandigheden. Een andere tak van de familie nam de macht over, ondersteund door verschillende ministers en landheren. Sonam Dragpa stuurde een brief naar keizer Hongwu, waarin hij schreef ziek te zijn en voorstelde dat zijn volle neef Dragpa Gyaltsen hem zou opvolgen. Dit voorstel werd ondersteund door de Chinese keizer.
Sonam Dragpa trok zich terug in het klooster Thel. In 1405 werd hij een kunpang, een persoon die zich geheel afzondert van de wereld. Drie jaar later overleed hij.